# 目黒強
目黒 強（めぐろ つよし、1973年 - ）は、日本の児童文学研究者。児童文学を専門とした文芸評論家。長崎県佐世保市生まれ。

## 経歴・人物
1998年3月、神戸大学大学院教育学研究科修士課程修了。2002年4月より、神戸大学専任講師。現在、神戸大学大学院人間発達環境学研究科人間発達専攻准教授。日本児童文学学会理事。『〈児童文学〉の成立と課外読み物の時代』で第43回日本児童文学学会奨励賞受賞。2023年9月、博士論文「明治期における課外読み物としての <児童文学> の正統化と逸脱」により、神戸大学から博士(学術)の学位を授与される。

## 評論活動
1996年ごろには雑誌『日本児童文学』の創作コンクール（創作・評論の部）の常連投稿者となり、修士課程の2年間で20枚強の評論を4作ほど投稿。1997年8月には、「〈癒しの物語〉から〈場の物語〉へ――現代児童文学の同時代的考察――」で第19回「日本児童文学」創作コンクール「佳作」に選ばれている。1999年には、評論「共振というコミュニケーション問題 「少年A」に関する言説について」で関英雄記念評論・研究論文募集の佳作（第3席）となる。2005年5月には、「マルチメディアという居場所――中景なき時代における児童文学の模索――」で、第2回日本児童文学者協会評論新人賞の「入選」（第1席）となっている。

## 論文・評論リスト

### 単行本

#### 単著
- 『〈児童文学〉の成立と課外読み物の時代』（和泉書院、2019年5月）

#### 共著
- 『はじめて学ぶ日本の絵本史Ⅰ』（鳥越信 編、ミネルヴァ書房、2001年12月）
- 『人間像の発明』（ヒューマン・コミュニティ創成研究センター 編、ドメス出版、2006年10月） - 「怖れられる人間」担当
- 『児童文学研究、そして、その先へ 下』（宮川健郎、横川寿美子 編、久山社、2007年11月） - 「児童文学のメディオロジー」担当
- 『一九三〇年代と接触空間 : ディアスポラの思想と文学』（緒形康 編、双文社出版、2008年3月） - 「日本における「接触空間」――谷崎潤一郎『細雪』にみる接触空間におけるモダンガール表象のアポリア」担当
- 『教育文化を学ぶ人のために』（稲垣恭子 編、世界思想社、2011年4月） - 「立身出世主義にみる文学少年の近代」担当
- 『「場所」から読み解く世界児童文学事典』（藤田のぼる、宮川健郎、川端有子、水間千恵との共編著、原書房、2014年）

### 雑誌掲載

#### 学術論文
- 近代家族形成史から見た児童文学 （『国語年誌』第15号（神戸大学国語教育学会 編、1996年11月））掲載
- 明治二五年における学童 / 児童の言説編成――巖谷小波『当世少年気質』と『暑中休暇』における同一性と差異―― （『児童文学研究』第30号（日本児童文学学会 編、1997年11月））掲載
- 若松賤子訳『小公子』による「教育する母親」の言遂行的構成――明治二〇年代前半における「日本児童文学」の言説編制―― （『国語年誌』第18号（神戸大学国語教育学会 編、1998年2月））掲載
- 『少年園』における表象としての「現実」と「地方少年」 （『日本文学』第47巻第12号（日本文学協会 編、1998年12月））掲載
- 仮想化された家父長制イデオロギー――巖谷小波「少年小説」における「僕」の位相―― （『国語年誌』第17号（神戸大学国語教育学会 編、1999年2月））掲載
- 「児童の発見」再考――イデオロギー装置論（アルチュセール）に向けて―― （『児童文学研究』第32号（日本児童文学学会 編、1999年11月））掲載
- 擬人法における他者表象の問題――「どんぐりと山猫」を読むということ―― （『日文教 国語教育』第30号（1999年12月））掲載
- 『教育時論』における「不良」に関する言説についての考察 （『研究誌 別冊子どもの文化 』第3号（「研究子どもの文化」編集委員会 編、2001年9月））掲載
- 谷崎潤一郎の初期作品における「不良」の表象に関する考察 （『児童文学研究』第34号（日本児童文学学会 編、2001年10月））掲載
- 不良学生問題の成立過程に関する考察 （『神戸大学発達科学部研究紀要』第10巻第2号（2003年3月））掲載
- 谷崎潤一郎『神童』における立身出世主義に関する考察 （『児童発達研究』第6号（2003年3号））掲載
- 谷崎潤一郎『小僧の夢』における不良少年としての小僧の表象についての検討 （『児童発達研究』第7号（神戸大学発達科学部人間発達科学科児童発達論講座 編、2004年3月））掲載
- 『痴人の愛』における不良少女の表象に関する考察 （『神戸大学発達科学部研究紀要』第11巻第2号（2004年3月））掲載
- 『冒険世界』における青少年像に関する一考察――「野球害毒論争」を事例として―― （『児童発達研究』第8号（神戸大学発達科学部人間発達科学科児童発達論講座 編、2005年3月））掲載
- 谷崎潤一郎「少年」にみる「小学生」のセクシュアリティについての考察 （『児童発達研究』第8号（神戸大学発達科学部人間発達科学科児童発達論講座 編、2005年3月））掲載
- 高度情報消費時代におけるメディア有害言説にみる「子どもの文化」の位相 （『研究誌 別冊子どもの文化 』第8号（「研究子どもの文化」編集委員会 編、2006年7月））掲載
- 『婦人公論』にみる谷崎潤一郎「女人神聖」における女学生表象の考察 （『児童発達研究』第10号（神戸大学発達科学部人間発達科学科児童発達論講座 編、2007年3月））掲載
- 若松賤子訳「セイラ、クルーの話。」にみるジェンダー （『國文論叢』第38号（神戸大学人文学研究科、2007年7月））掲載
- 『少年世界』における「お伽小説」にみる「小説」の位相――巌谷小波の作品を中心として―― （『国際児童文学館紀要』23号（2010年3月））掲載
- 多メディア時代におけるキャラクター表現にみる物語体験――児童文庫を事例として―― （『日本児童文学』2010年7・8月号、日本児童文学者協会）
- 『少年世界』における「少年小説」の同時代的意味――小説有害論に着目して―― （『国際児童文学館紀要』24号（2011年3月））掲載
- 『日本之少年』における小説観のアクチュアリティ （『国際児童文学館紀要』25号（2012年3月））掲載
- 女性文化人としての児童文学者――村岡花子を事例として―― （研究報告書《基盤研究(B) 「女性文化人」の社会的形成に関する歴史社会学的研究》、2013年3月）
- メディア有害論からみた『少女世界』における女学生像――「少女小説」と「演劇」を中心として―― （『国際児童文学館紀要』26号（2013年3月））掲載
- 教育雑誌における教育的メディアとしての児童文学の発見――『教育時論』を事例として―― （『児童文学研究』第46号（日本児童文学学会 編、2014年2月））掲載
- 明治後期における課外読み物観の形成過程――『太陽』における「小説」観に着目して―― （『神戸大学大学院人間発達環境学研究科研究紀要』第8巻第1号（2014年9月））掲載
- 明治期における〈冒険小説〉の排除と包摂――教育雑誌を中心に―― （『大阪国際児童文学振興財団研究紀要』第29号（2016年3月））掲載
- 絵本の語りと視点――日本語の主観的把握に着目して―― （『神戸大学大学院人間発達環境学研究科研究紀要』特別号（ 2016年6月））掲載
- 大町桂月の修養主義的文学観 （『大阪国際児童文学振興財団研究紀要』第30号（2017年3月））掲載
- 明治後期における『少女世界』にみる良妻賢母規範をめぐるポリティクス――〈お伽小説〉と〈冒険小説〉を事例として―― （『神戸大学大学院人間発達環境学研究科研究紀要』第11巻第1号（2016年9月））掲載
- 明治後半期における文士の社会的地位をめぐるポリティクス――巖谷小波の文士優遇論に着目して―― （『大阪国際児童文学振興財団研究紀要』第31号（2018年3月））掲載
- 明治期の読書論における〈空想〉の排除と包摂――お伽噺論を中心として――（『子ども社会研究』24号（日本子ども社会学会 編、2018年6月））掲載
- 課外読み物としての松山思水『喜歌劇と喜劇 アンポンタン』の位相（『大阪国際児童文学振興財団研究紀要』34号、大阪国際児童文学振興財団、2021年3月）掲載

#### 準学術誌論文
- 新教科書に見る新しい作家・作品 （『実践国語研究』239号（全国国語教育実践研究会 編、2003年1月））掲載
- 幼年童話における「成長」の位相 （『実践国語研究』254号（全国国語教育実践研究会 編、2004年5月））掲載
- 幼年童話と擬人法 （『実践国語研究』256号（全国国語教育実践研究会 編、2004年7月））掲載
- 戦争児童文学とメディア・リテラシー （『実践国語研究』258号（全国国語教育実践研究会 編、2004年7月））掲載
- ファンタジーとジェンダー （『実践国語研究』260号（全国国語教育実践研究会 編、2004年11月））掲載
- 児童文学における自然観 （『実践国語研究』262号（全国国語教育実践研究会 編、2005年1月））
- ファンタジーとコミュニケーション （『実践国語研究』263号（全国国語教育実践研究会 編、2005年3月））掲載
- メディアとしての手紙 （『実践国語研究』265号（全国国語教育実践研究会 編、2005年5月））掲載
- 学校ファンタジーの想像力 （『実践国語研究』267号（全国国語教育実践研究会 編、2005年7月））掲載
- 物語行為の創造力 （『実践国語研究』269号（全国国語教育実践研究会 編、2005年9月））掲載
- 宮沢賢治童話と映像メディア （『実践国語研究』270号（全国国語教育実践研究会 編、2005年11月））掲載
- ライフストーリーとしての児童文学 （『実践国語研究』271号（全国国語教育実践研究会 編、2006年1月））掲載
- 「物語」としての伝記 （『実践国語研究』272号（全国国語教育実践研究会 編、2006年3月））掲載
- 「児童文学とジェンダー」の報告 (子ども社会研究の窓) （『子ども社会研究』25号（日本子ども社会学会 編、2019年6月））掲載

#### 文芸評論
評論
- 不透明なコミュニケーション、透明なディスコミュニケーション――『こどものおもちゃ』と『エヴァンゲリオン』―― （『日本児童文学』2000年1・2月号、日本児童文学者協会）掲載
- 多文化共生時代における混生の思想――上橋菜穂子とたつみや章の作品にみる国産ファンタジーの現在―― （『日本児童文学』2002年9・10月号、日本児童文学者協会）掲載
- インターネット匿名言説の危険性 （『日本児童文学』2004年1・2月号、日本児童文学者協会）掲載
- 日本児童文学学会編「研究＝日本の児童文学」の意義と課題 （『日本児童文学』2004年5・6月号、日本児童文学者協会）掲載
- マルチメディアという居場所――中景なき時代における児童文学の模索―― （『日本児童文学』2005年7・8月号、日本児童文学者協会）掲載
- テレビゲーム世代における物語体験の変容 （『日本児童文学』2006年9・10月号、日本児童文学者協会）掲載
- ノスタルジアというモンスター――『GOGOモンスター』試論―― （『ユリイカ』2007年1月号、青土社）掲載
- 『ノンちゃん雲に乗る』のスペクトル――石井桃子と現代日本児童文学―― （『ユリイカ』2007年7月号、青土社）掲載
- 物語の構造分析のジレンマ （『研究誌 別冊子どもの文化』第9号、2007年8月）掲載
- 希望格差社会における現代児童文学のアクチュアリティ （『日本児童文学』2008年3・4月号、日本児童文学者協会）掲載
- 砂田弘作品における犯罪者像にみる資本主義批判の変容 （『日本児童文学』2008年9・10月号、日本児童文学者協会）掲載
- 時代に同伴する批評 （『日本児童文学』2012年5・6月号、日本児童文学者協会）掲載
- 高橋秀雄作品におけるキャラ的コミュニケーションの転覆 （『日本児童文学』2014年9・10月号、日本児童文学者協会）掲載
- 友だちになるハビトゥス 『だるまちゃんとてんぐちゃん』の読書体験 （『現代思想』2017年9月臨時増刊号、青土社）掲載
- 阿川佐和子訳『ウィニー・ザ・プー』と教養主義的読書観  石井桃子を手がかりとして （『ユリイカ』2019年1月号、青土社）掲載
- リスク社会時代の児童文学 第1回 リスク社会と存在論的不安 （『日本児童文学』2020年1-2月号、日本児童文学者協会）掲載
- リスク社会時代の児童文学 第2回 中間集団のリスク化 （『日本児童文学』2020年3-4月号、日本児童文学者協会）掲載
- リスク社会時代の児童文学 第3回 リスク・排除・監視 （『日本児童文学』2020年5-6月号、日本児童文学者協会）掲載
- リスク社会時代の児童文学 第4回 学校からの疎外と学校への疎外 （『日本児童文学』2020年7-8月号、日本児童文学者協会）掲載
- リスク社会時代の児童文学 第5回 マイノリティの存在論的不安 （『日本児童文学』2020年9-10月号、日本児童文学者協会）掲載
- リスク社会時代の児童文学 第6回 リスク社会のシミュレーション （『日本児童文学』2020年11-12月号、日本児童文学者協会）掲載
- 日常感覚を異化する絵本――安野光雅とヨシタケシンスケ（『ユリイカ』2021年7月臨時増刊号、青土社）掲載

時評・書評
- 村瀬学:著『13歳論』 不透明な時代の透明な物語 （『子どもの文化』第32巻6号、文民教育協会子どもの文化研究所、2000年5月）掲載
- 創作時評 イラストレーターにみる児童書の現在 （『日本児童文学』2006年1・2月号、日本児童文学者協会）掲載
- 創作時評 ミステリーにみる児童書の現在 （『日本児童文学』2006年3・4月号、日本児童文学者協会）掲載
- 創作時評 ファンタジー・SFにみる児童書の現在 （『日本児童文学』2006年5・6月号、日本児童文学者協会）掲載
- 創作時評 新たな物語の予感 （『日本児童文学』2013年1・2月号、日本児童文学者協会）掲載
- 創作時評 もう一つの世界 （『日本児童文学』2013年5・6月号、日本児童文学者協会）掲載
- 創作時評 スクール・カーストから見える風景 （『日本児童文学』2013年10・11月号、日本児童文学者協会）掲載
- 子どもの文学この一年 評論・研究 （『日本児童文学』2016年5・6月号、日本児童文学者協会）掲載
- 子どもの文学この一年 児童文庫 （『日本児童文学』2017年5・6月号、日本児童文学者協会）掲載
- 書評 是澤博昭著『軍国少年・少女の誕生とメディア 子ども達の日満親善交流』 （『児童文学研究』51号（2018年4月）、日本児童文学学会）掲載